# ヨハン・ビュルグ

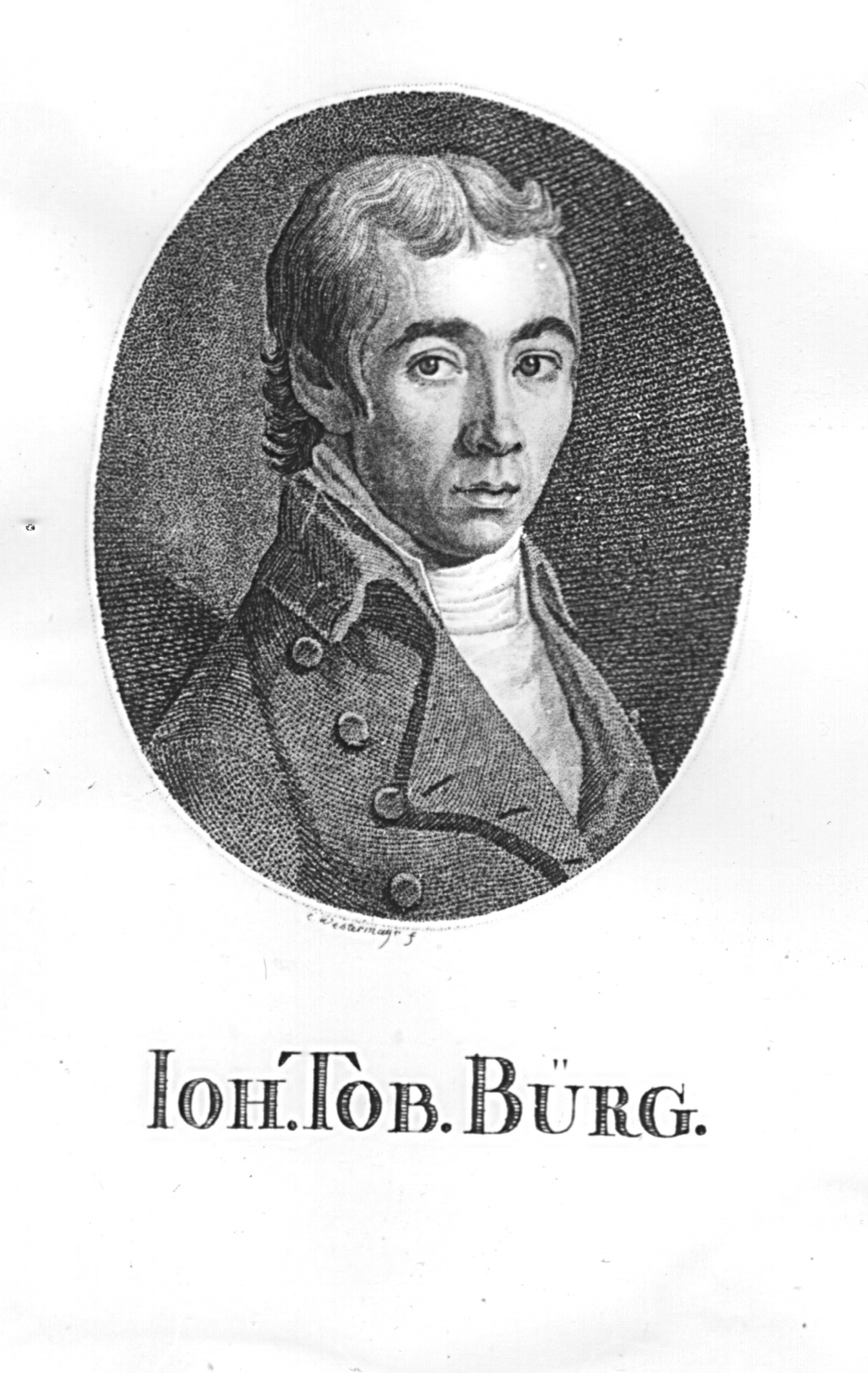
ヨハン・ビュルグ

ヨハン・ビュルグ（Johann Tobias Bürg 、1766年12月24日 - 1835年11月15日）は、オーストリアの天文学者である。正確な月の運行表を作成した。
ウィーンに生まれた。ケルンテン州のクラーゲンフルトのギムナジウムで天文学教授として働いた。1792年から引退した1813年までウィーンの天文台の観測助手を務めた。 
月の正確な運行表を出版し、1806年フランス科学アカデミーの会員となった。彼の名前は月のクレータに命名されている。